# Quảng Lưu, Quảng Xương
Quảng Lưu là một xã thuộc huyện Quảng Xương, tỉnh Thanh Hóa, Việt Nam.

## Địa giới hành chính
Xã Quảng Lưu nằm ở phía đông nam của huyện Quảng Xương, ven Vịnh Bắc Bộ với chiều dài 0,8 km bờ biển.
- Phía đông giáp Biển Đông và xã Quảng Thái.
- Phía nam giáp xã Quảng Lộc.
- Phía tây giáp xã Quảng Bình.
- Phía bắc giáp các xã Quảng Nhân và Quảng Hải.

## Lịch sử hành chính
Vùng đất thuộc xã Quảng Lưu ngày nay, vào đầu thế kỷ XIX thuộc tổng Thủ Hộ, huyện Quảng Xương, phủ Tĩnh Gia, nội trấn Thanh Hóa.
Sau năm 1945, thuộc xã Diên Hồng, huyện Quảng Xương (cùng với làng Đồn Điền của xã Quảng Thái). Năm 1948, các xã Diên Hồng, Hồng Lạc và Sào Nam sáp nhập thành xã Quảng Lộc. Năm 1954, một phần lãnh thổ xã Quảng Lộc được tách ra để lập các xã Quảng Thái, Quảng Lợi, Quảng Lĩnh, Quảng Lưu (và một phần xã Quảng Thạch), tên gọi Quảng Lưu xuất hiện từ đây.
Xã Quảng Lưu gồm các làng: 
- Lưu Hiền: đầu thế kỷ XIX là thôn Lưu Hiền thuộc xã Thủ Hộ, tổng Thủ Hộ; thời Đồng Khánh (cuối thế kỷ XIX) đổi tổng Thủ Hộ thành tổng Thủ Chính. Trước năm 1945 có 7 xóm là Hiền Thịnh, Mả Nam, Bắc, Giữa, Mả Đông và Bái Nam; sau năm 1945 đổi thành các xóm Hiền Bắc, Hiền Trung, Hiền Đông, Hiền Thắng, Hiền Lưu, Hiền Nam và Hiền Tây.
- Mậu Xương: Trước năm 1945 có 3 xóm là Nam, Chùa và Đồng Ngang; sau năm 1945 chia thành các xóm Đồng Thắng, Đồng Thịnh, Đồng Thanh, Đồng Tiến, Trung Bắc, Trung Nam, Mậu Tây Bắc và Mậu Tây Nam.
- Lịch Giang: Trước năm 1945 có 7 xóm là Đợi, Cồn Lương, Bắc, Giữa, Bái Cồn, Bòn Hòa và Đàng Nang; sau năm 1945 đổi thành các xóm Giang Bắc, Giang Trung, Giang Đông, Giang Sơn và Giang Tây.